# José Naya
José Naya (* 25. Juli 1896; † 29. Januar 1977) war ein uruguayischer Fußballspieler.

## Verein
Der als rechter Stürmer ("puntero derecha") eingesetzte Naya debütierte 1919 bei Liverpool Montevideo. Er gehörte dem Kader an, der im Januar 1920 Meister der División Intermedia wurde und in die Primera División aufstieg. Bei den Montevideanern spielte er mindestens bis 1927.

## Nationalmannschaft
Naya war auch Mitglied der uruguayischen A-Nationalmannschaft. Mit dem Kader der Celeste feierte er bei den Olympischen Sommerspielen 1924 seinen größten Karriereerfolg, als man Olympiasieger wurde. Im Verlaufe des Turniers wurde er in der Zweitrunden-Begegnung gegen die Auswahl der USA und im Viertelfinalspiel gegen die französische Nationalmannschaft eingesetzt.

## Erfolge
- Olympiasieger 1924